# Plagodis keutzingi
Plagodis keutzingi är en fjärilsart som beskrevs av Augustus Radcliffe Grote 1876. Plagodis keutzingi ingår i släktet Plagodis och familjen mätare. Inga underarter finns listade i Catalogue of Life.